# Кашина Луизина (Торино)
Кашина Луизина је насеље у Италији у округу Торино, региону Пијемонт.
Према процени из 2011. у насељу је живело 26 становника. Насеље се налази на надморској висини од 218 м.